# Skupinová polarizace
Skupinová polarizace je změna průměrného názoru skupiny, ke které dochází po skupinové diskuzi. Posun názoru může být jak směrem k větší riskantnosti, tak k větší opatrnosti.
Skupinovou polarizaci poprvé popsal Moscovici a Zavalloni (1969), kteří tím vyvrátili dřívější teorii o skupinové polarizaci, kterou popsal J. A. F. Stoner. Tento jev dnes známe jako fenomén posunu k riskantnosti (risky-shift phenomenon), který ukazuje, že skupinová rozhodnutí jsou riskantnější, než rozhodnutí jednotlivců.

## Směr posunu
Na směr posunu má vliv původní rozhodnutí skupiny. Skupina, která se před diskuzí přikláněla spíše k riskantnějšímu řešení problému se nakonec obvykle rozhodne pro ještě riskantnější variantu, zatímco konzervativnější skupina se přikloní k ještě opatrnějšímu řešení problému. Stejně tak skupina, která měla již před diskuzí na hodnocenou věc pozitivní názor, bude mít obvykle po diskuzi ještě pozitivnější názor než na začátku diskuze a naopak. V obou případech se zesílí názor, se kterým jedinec do diskuze vstupoval.
Skupinová polarizace se zkoumá tak, že se porovnávají vstupní názory členů skupiny a jejich názory po diskuzi. Polarizace je tedy jev, kdy se názor jedince polarizuje po diskuzi směrem k původnímu pólu.

## Vysvětlení posunu názoru
Na polarizaci skupinového názoru má vliv více jevů.
Lamm a Myers (1978) vidí jako jednu z hlavních příčin proces sociálního srovnávání. Skupinová diskuze naznačí respondentovi, zda je sociálně akceptovatelnější riskovat, anebo postupovat opatrně. Podle toho se rozhoduje, co skupina vnímá jako přijatelnější možnost. Dalším vysvětlením může být to, že respondenti při diskuzi získávají dodatečné informace, které jim pomáhají ujasnit si svůj názor. Myers a Kaplan (1976) ale ukázali, že k polarizaci názoru může dojít i bez skupinové diskuze. Stačí, když respondenti dostanou informace o rozhodnutí ostatních členů skupiny.
Další možnou příčinou změny názoru může být změna ve sféře zpracování informací. Vinokur a Burnstein (1978) popisují teorii persvazivních argumentů, podle níž závisí volba stanoviska na argumentech v jeho prospěch či neprospěch, které jedinec zná, když si utváří stanovisko.